# Yi Ching (monje)
Este artículo trata sobre el monje budista de la época de la dinastía Tang. Para consultar el antiguo texto chino «Yi Ching», vea I Ching.

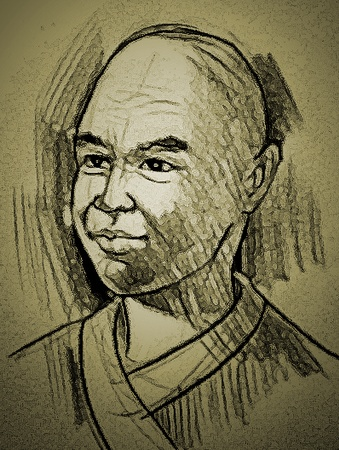
Dibujo del rostro (imaginado por un artista) de Yi Ching.

Yi Ching (635 – 16 de febrero de 713) fue un monje budista en la época de la dinastía Tang.

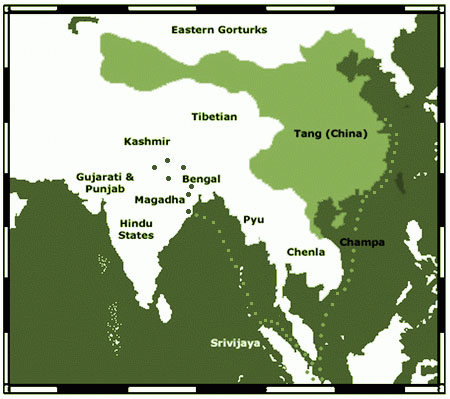
Mapa del viaje de Yi Ching, en el.

Su nombre original era Zhang Wen Ming (張文明).
Es conocido con otros nombres:
- YiChing
- Yi Jing (en inglés) o Yijing
- Yì Jìng o Yìjìng
- Yi Qing o Yiqing
- Yi Tsing o Yitsing
- I Ching o Iching
- I Tsing o Itsing
- 義淨
- 三藏法師義淨

Los registros escritos de sus viajes han contribuido al conocimiento del mundo del antiguo reino de Srivijaya, así como información acerca de los otros reinos en la ruta entre China y la escuela budista de Nalanda, en India.
También fue responsable de la traducción de un gran número de escrituras budistas del sánscrito al chino.

## Viaje a Srivijaya y Nalanda
Zhāng Wen Ming nació en Qizhou (provincia de Shandong) en el 635.
A los siete años de edad tomó los votos de shāmí (en sánscrito: srāmana) y entró en el monasterio local.
Estudió bajo la guía de Shanyu (?-646) y Huizi (s. d.).
Con este último estudió en particular el Vinaia, profundizando las enseñanzas de Dàoxuān (596-667), el fundador de la escuela Lǜ (Lǜ zōng, o también Nánshān Zōng) la cual tenía como objeto el estudio del texto Chatur varguíia vinaia (‘cuatro reglas de la disciplina’) de la escuela Dharmaguptaka.
Alrededor del 667 fue a Chang'an, cuando el viaje del monje viajero Xuanzang (602-664) a la India —llevado a cabo entre 629 y 645— seguía siendo objeto de debate y atención. Yi-ching decidió hacer un viaje a lo que había sido la cuna de Fó (traducción de la palabra sánscrita Buda al idioma chino).
Para estudiar más profundamente el budismo, decidió visitar la famosa escuela budista de Nalanda, en Bijar (India), gracias a la financiación proporcionada por un benefactor llamado Fong.
Regresó al monasterio de Qizhou.
Unos meses después, en 671, viajó con otro monje a Cantón, donde se embarcó en un buque persa hacia las islas del sur. Después de 22 días llegaron a Srivijaya (hoy Palembang, en Sumatra).
Su compañero murió poco después en la isla, y Yi Ching quedó solo.
Pasó los siguientes 6 meses aprendiendo gramática sánscrita y el idioma malayo.
Continuó registrando sus visitas a las naciones de Malaiu, Kacha y Kiteh (Kedah), y en el año 673, después de diez días de viaje llegó al «reino de los desnudos» (al suroeste de Shu).
Yi Ching anotó sus impresiones sobre los pueblos kunlun (antigua palabra china para los pueblos malayos).

Los kunlun tienen el pelo rizado, piel oscura, pies descalzos y llevan pareos
Yi Ching

.
Después se embarcó hacia el puerto de Tamralipti (hoy llamado Tamluk, no muy lejos de Calcuta, en la costa oriental de India). Allí conoció a un monje budista superior y se quedó un año para estudiar sánscrito.
Ambos siguieron más tarde un grupo de mercaderes y visitaron 30 otros principados.
A medio camino de Nalanda, Yi Ching cayó enfermo y no podía caminar, poco a poco fue dejado atrás por el grupo.
Terminó siendo saqueado por los bandidos, que lo dejaron desnudo.
Había oído que los nativos mataban a las personas blancas para ofrecer la piel en sacrificio a sus dioses, por lo que se untó de barro y hojas, y así logró llegar a Nalanda, donde permaneció 11 años.

### Regreso a casa
En el año 687, Yi Ching se detuvo en el reino de Srivijaya en su camino de regreso a Tang (China).
En ese momento Palembang era un centro de budismo, donde se reunían expertos extranjeros, y Yi Ching permaneció allí durante dos años para traducir las escrituras budistas originales en sánscrito al chino.
En el año 689 regresó a Cantón para obtener tinta y papeles (ya que Srivijaya entonces no tenía papel y tinta) y regresó de nuevo a Srivijaya el mismo año.
En el año 695, Yi Ching terminó todos su trabajo de traducción y finalmente regresó a China en Luoyang, y recibió una gran bienvenida por la emperatriz Wu Zetian.
Su viaje le llevó 25 años.
Trajo a China unos 400 textos budistas traducidos.
Dos de los mejores diarios de viaje de Yi Ching son
- Recuento del budismo enviado por los Mares del Sur y
- Monjes budistas de peregrinación de la dinastía Tang.

Allí describe su viaje de aventuras a Srivijaya y la India, cómo era la sociedad en la India, los estilos de vida de varios pueblos locales, y más.
Yi Ching tradujo más de 60 sutras al chino, incluyendo:
- Saravanabhava vinaya
- Avadana (‘historias de grandes hazañas’) en 710.
- Suvarna prabha aschotta majarash sutra (‘el sutra del rey más honrado’) en 703.

## El budismo en Srivijaya
Yi Ching alabó el alto nivel de la erudición de los budistas en Srivijaya y aconsejó a los monjes chinos a estudiar allí en vez de hacer el larguísimo viaje hasta Nalanda (India).

En la ciudad fortificada de Bhoga, hay más de mil sacerdotes budistas, cuyas mentes están empeñadas en el aprendizaje y las buenas prácticas. Investigan y estudian todos los temas que existen, tal como en la India: las normas y las ceremonias no son diferentes. Si un sacerdote chino quiere ir al Occidente [de China] para escuchar y leer las escrituras originales, lo mejor sería quedarse aquí uno o dos años y la práctica de las reglas adecuadas.
Yi Ching

La visita de Yi Ching a Srivijaya le dio la oportunidad de reunirse con otras personas que habían venido de otras islas vecinas.
Según él, el reino javanés de Ho Ling se encontraba al este de la ciudad de Bhoga a una distancia que se podía atravesar en un viaje de cinco días por mar.
Él también escribió que el budismo era floreciente en todas las islas del sudeste asiático.

Muchos de los reyes y jefes de las islas de admirar el mar del Sur creen en el budismo y lo admiran, y tienen establecidos sus corazones en la acumulación de buenas acciones.
Yi Ching